# Liste der Wasserschutzgebiete im Main-Tauber-Kreis
In der Liste der Wasserschutzgebiete im Main-Tauber-Kreis sind Wasserschutzgebiete (WSG) im Main-Tauber-Kreis in Baden-Württemberg aufgeführt. Sie ist nach den offiziellen WSG-Nummern sortiert. In den Wasserschutzgebieten gelten für die Gewässer (Grundwasser, oberirdische Gewässer) besondere Ge- und Verbote, um das Wasser vor Verunreinigungen zu schützen. Die für die Wasserschutzgebiete zuständige Dienststelle ist das Landratsamt des Main-Tauber-Kreises.
Diese Liste ist Teil der übergeordneten Liste der Wasserschutzgebiete in Baden-Württemberg und erhebt keinen Anspruch auf Vollständigkeit.
Das älteste Wasserschutzgebiet im Kreis ist das bereits 1965 eingerichtete WSG Bettingen, das jüngste das 2007 eingerichtete WSG Neunkirchen. Die drei größten Wasserschutzgebiete im Kreis sind das WSG Creglingen/Hohenloher Wasserversorgungsgruppe mit einer Fläche von 8.190,48 ha, das WSG Grünbachgruppe mit einer Fläche von 6.431,3 ha und das WSG Dittwar/Königheim/Gissigheim/Heckfeld/Oberlauda mit einer Fläche von 5.992,32 ha. Das kleinste ist das WSG Neubronn mit 9,65 ha.

## Geschichte
Das älteste noch bestehende Wasserschutzgebiet im Kreis ist das 1965 eingerichtete WSG Bettingen, das jüngste das 2007 eingerichtete WSG Neunkirchen. In der Vergangenheit wurden einzelne Wasserschutzgebiete zusammengelegt, beispielsweise:
- Das Wasserschutzgebiet Dertingen (WSG-Nr. 128003) ging im Jahre 2003 im gleichnamigen Wasserschutzgebiet Dertingen (WSG-Nr. 128116) auf.
- Das Wasserschutzgebiet Eiersheim/Uissigheim/Gamburg (WSG-Nr. 128120) ging im Jahre 2003 im Wasserschutzgebiet Pfaffenbrunnen Külsheim (WSG-Nr. 128139) auf.
- Die Wasserschutzgebiete Werbachhausen (WSG-Nr. 128011), Wenkheim (WSG-Nr. 128012) und Stürmershölzlein Werbach (WSG-Nr. 128088) gingen im Jahre 2004 im Wasserschutzgebiet Welzbachtal (WSG-Nr. 128131) auf.
- Die Wasserschutzgebiete Großrinderfeld (WSG-Nr. 128013), Grünbachgruppe Grünsfeldhausen (WSG-Nr. 128092) und Ilmspan (WSG-Nr. 128219) gingen im Jahre 2006 im Wasserschutzgebiet Grünbachgruppe (WSG-Nr. 128141) auf.
- Das Wasserschutzgebiet Kupprichhausen (WSG-Nr. 128136) ging im Wasserschutzgebiet Uiffingen (WSG-Nr. 128135) auf.

Der Main-Tauber-Kreis macht jährlich im Dezember Angaben zur Entwicklung der Nitratkonzentrationen in den einzelnen Wasserschutzgebieten und erlässt für das folgende Jahr entweder Auflagen für Landwirte oder lockert bisherige Bewirtschaftungsauflagen auf der Grundlage der seit 1988 geltenden Schutzgebiets- und Ausgleichsverordnung (SchALVO) des Landes Baden-Württemberg. Diese Verordnung wurde zum 1. März 2001 novelliert. Neben der Einhaltung bestimmter Nitrat-Boden-Werte, die jährlich vom 15. Oktober bis 15. November gemessen werden, ist im Rahmen der SchALVO unter anderem vorgeschrieben, dass in den Wasserschutzgebieten Düngung und Pflanzenschutzmaßnahmen nach guter fachlicher Praxis erfolgen müssen, um das Grundwasser vor Beeinträchtigung durch Stoffeinträge aus der Landbewirtschaftung zu schützen.

## Wasserschutzgebiete im Main-Tauber-Kreis
Die folgenden 59 Wasserschutzgebiete liegen vollständig oder teilweise im Main-Tauber-Kreis (Stand: 23. Mai 2020):
| WSG-Nr. | WSG-Name                                               | Hauptgemeinde      | Lage | Fläche (Hektar) | Datum (Rechtsverordnung) | Bild             |
| ------- | ------------------------------------------------------ | ------------------ | ---- | --------------- | ------------------------ | ---------------- |
| 128019  | WSG Stadt Günsfeld-Zimmern „Schachtbrunnen Zimmern“    | Grünsfeld          | ⊙    | 199,67          | 1988-08-04               | (weitere Bilder) |
| 128027  | WSG Stadt Lauda-Königshofen-Oberbalbach „Felsenquelle“ | Lauda-Königshofen  | ⊙    | 259,5           | 1992-06-24               | (weitere Bilder) |
| 128028  | WSG Neubronn                                           | Igersheim          | ⊙    | 9,65            | 1970-07-21               | (weitere Bilder) |
| 128030  | WSG Scheinhardsmühle Nassau                            | Weikersheim        | ⊙    | 294,67          | 1989-04-25               |                  |
| 128031  | WSG Stadelwiesen Schäftersheim                         | Weikersheim        | ⊙    | 266,28          | 1989-04-24               |                  |
| 128037  | WSG Unterschüpf                                        | Boxberg            | ⊙    | 89,99           | 1974-08-13               | (weitere Bilder) |
| 128038  | WSG Lengenrieden (alt)                                 | Boxberg            | ⊙    | 29,11           | 1977-01-07               | (weitere Bilder) |
| 128052  | WSG Haagen                                             | Weikersheim        | ⊙    | 92,99           | 1991-11-25               |                  |
| 128053  | WSG Vorbachzimmern                                     | Niederstetten      | ⊙    | 249,01          | 1990-05-10               |                  |
| 128054  | WSG Löhle, Herrenzimmern                               | Niederstetten      | ⊙    | 195,15          | 1990-04-25               |                  |
| 128057  | WSG Lochbachtal, Markelsheim                           | Bad Mergentheim    | ⊙    | 35,53           | 1976-09-16               |                  |
| 128065  | WSG Brunnenrain, Adolzhausen                           | Niederstetten      | ⊙    |                 |                          |                  |
| 128066  | WSG Heckenquelle, Adolzhausen                          | Niederstetten      | ⊙    |                 |                          |                  |
| 128067  | WSG Klingenquelle, Adolzhausen                         | Niederstetten      | ⊙    |                 |                          |                  |
| 128068  | WSG Burgwiesenquellen, Niederstetten                   | Niederstetten      | ⊙    | 622,87          | 1990-04-25               |                  |
| 128071  | WSG Reutalquelle, Wildentierbach                       | Niederstetten      | ⊙    | 1.296,06        | 1991-10-09               |                  |
| 128076  | WSG Eichel, Wertheim                                   | Wertheim           | ⊙    | 413,53          | 1992-08-04               |                  |
| 128077  | WSG Bettingen                                          | Wertheim           | ⊙    | 12,26           | 1965-11-30               |                  |
| 128078  | WSG Hohenstadt                                         | Ahorn              | ⊙    |                 |                          |                  |
| 128081  | WSG Egelsee Weikersheim                                | Weikersheim        | ⊙    | 336,64          | 1989-04-25               | (weitere Bilder) |
| 128085  | WSG Lustbronner Tal, Althausen                         | Bad Mergentheim    | ⊙    | 0,78            | 1974-10-25               |                  |
| 128089  | WSG Angeltürn                                          | Boxberg            | ⊙    |                 |                          |                  |
| 128090  | WSG Schweigern                                         | Boxberg            | ⊙    | 107,99          | 1981-11-20               | (weitere Bilder) |
| 128110  | WSG Kühbergquelle, Oberstetten                         | Niederstetten      | ⊙    | 222,59          | 1990-07-16               |                  |
| 128113  | WSG Tiefental                                          | Külsheim           | ⊙    | 294,2           | 1992-07-28               |                  |
| 128114  | WSG Neunkirchen                                        | Bad Mergentheim    | ⊙    | 440,46          | 2007-12-10               |                  |
| 128116  | WSG Dertingen                                          | Wertheim           | ⊙    | 1.654,6         | 2003-02-13               |                  |
| 128118  | WSG Niklashausen                                       | Werbach            | ⊙    | 368,61          | 1999-06-09               | (weitere Bilder) |
| 128119  | WSG Gamburg/Höhefeld                                   | Wertheim           | ⊙    | 466,74          | 1995-01-11               |                  |
| 128121  | WSG Kiesel- und Scharrenbrunnen, Urphar                | Wertheim           | ⊙    | 325,76          | 1993-02-15               |                  |
| 128122  | WSG Sachsenhausen                                      | Wertheim           | ⊙    | 295,38          | 1995-09-22               |                  |
| 128123  | WSG Herz + Zwingerquellen, Nassau                      | Weikersheim        | ⊙    | 1.102,47        | 1998-01-07               |                  |
| 128124  | WSG Löffelstelzen                                      | Bad Mergentheim    | ⊙    | 470,66          | 1994-09-05               |                  |
| 128125  | WSG Edelfingen                                         | Bad Mergentheim    | ⊙    | 230,72          | 1994-08-30               | (weitere Bilder) |
| 128126  | WSG Kies, Bad Mergentheim                              | Bad Mergentheim    | ⊙    | 144,04          | 1994-09-05               |                  |
| 128127  | WSG Löffelsgraben, Igersheim                           | Igersheim          | ⊙    | 864,75          | 1995-01-04               |                  |
| 128128  | WSG Esel, Markelsheim                                  | Bad Mergentheim    | ⊙    | 365,25          | 1992-12-16               |                  |
| 128129  | WSG Bad Mergentheim I                                  | Bad Mergentheim    | ⊙    | 4.070,64        | 1994-11-07               |                  |
| 128100  | WSG Althausen                                          | Bad Mergentheim    | ⊙    | 583,97          | 1994-08-30               |                  |
| 128131  | WSG Welzbachtal                                        | Werbach            | ⊙    | 2.442,43        | 2004-02-03               | (weitere Bilder) |
| 128132  | WSG Dittigheim                                         | Tauberbischofsheim | ⊙    | 1.114,78        | 1996-05-03               | (weitere Bilder) |
| 128133  | WSG Reicholzheim                                       | Wertheim           | ⊙    | 83,19           | 1995-11-02               |                  |
| 128135  | WSG Uiffingen                                          | Boxberg            | ⊙    | 1.217,58        | fachtechnisch abgegrenzt |                  |
| 128137  | WSG Lengenrieden                                       | Boxberg            | ⊙    | 476,8           | fachtechnisch abgegrenzt |                  |
| 128138  | WSG Vorbachwiese Weikersheim                           | Weikersheim        | ⊙    | 559,9           | 1999-05-10               |                  |
| 128139  | WSG Pfaffenbrunnen Külsheim                            | Külsheim           | ⊙    | 1.477,37        | 2003-09-23               | (weitere Bilder) |
| 128140  | WSG Mondfeld/Boxtal                                    | Freudenberg        | ⊙    | 831,8           | 2004-12-27               | (weitere Bilder) |
| 128141  | WSG Grünbachgruppe                                     | Grünsfeld          | ⊙    | 6.431,3         | 2006-01-20               | (weitere Bilder) |
| 128143  | WSG Bestenheid                                         | Wertheim           | ⊙    | 278,7           | fachtechnisch abgegrenzt | (weitere Bilder) |
| 128208  | WSG Dittwar/Königheim/Gissigheim/Heckfeld/Oberlauda    | Königheim          | ⊙    | 5.992,32        | 1994-07-22               | (weitere Bilder) |
| 128213  | WSG Impfingen                                          | Tauberbischofsheim | ⊙    | 8.190,48        | 1995-02-13               | (weitere Bilder) |
| 128214  | WSG Creglingen/Hohenloher Wasserversorgungsgruppe      | Creglingen         | ⊙    | 1.024,48 ha     | 1990-07-24               | (weitere Bilder) |
| 128215  | WSG Tauberaue, Lauda-Königshofen                       | Lauda-Königshofen  | ⊙    | 5.424,44        | 1994-05-24               | (weitere Bilder) |
| 128216  | WSG Taufstein Bad Mergentheim                          | Bad Mergentheim    | ⊙    | 474,94          | fachtechnisch abgegrenzt |                  |
| 128220  | WSG Freudenberg/Bürgstadt                              | Freudenberg        | ⊙    | 170,12          | 1990-03-19               |                  |
| 128222  | WSG Mörikequelle Ebertsbronn                           | Niederstetten      | ⊙    | 238,7           | 1990-07-02               | (weitere Bilder) |
| 128224  | WSG Windischbuch/Neunstetten/Oberndorf                 | Boxberg            | ⊙    | 2.036,36        | 1994-09-12               |                  |
| 225101  | WSG Seewiesen- und Mainbergquelle                      | Hardheim           | ⊙    | 288,4           | 1993-08-12               |                  |
| 225233  | WSG Talwiesenquellen Rosenberg                         | Rosenberg          | ⊙    | 592,57          | 1997-01-08               |                  |